# 홍콩 예술관

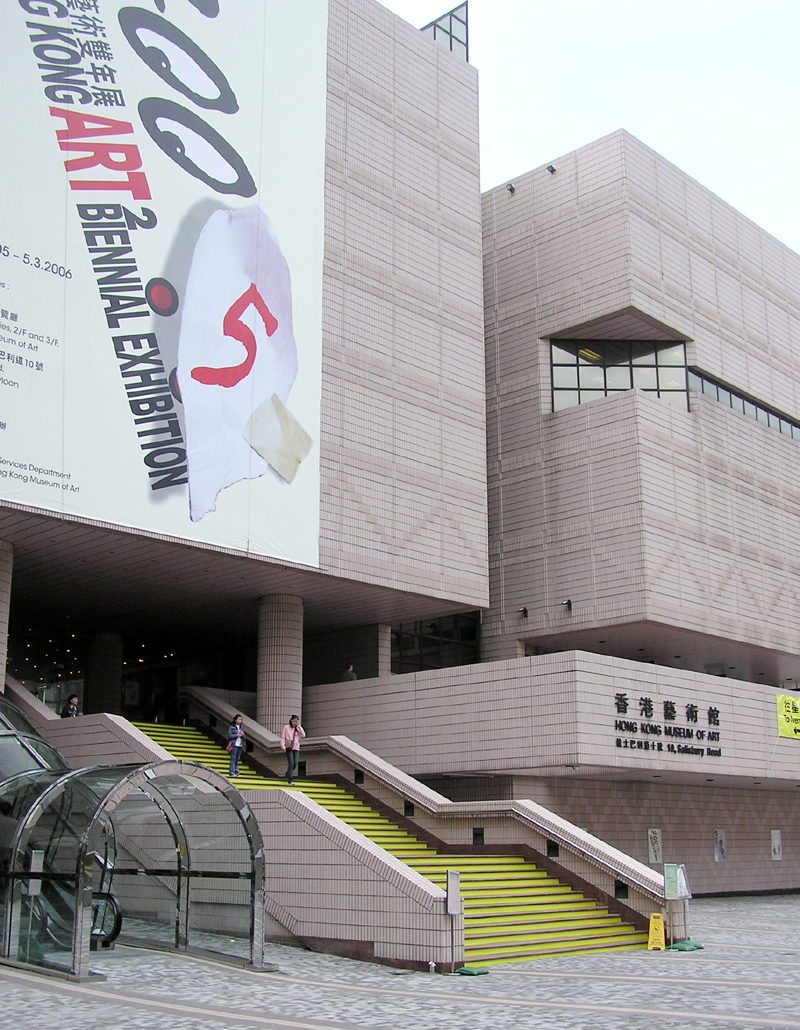
홍콩 예술관

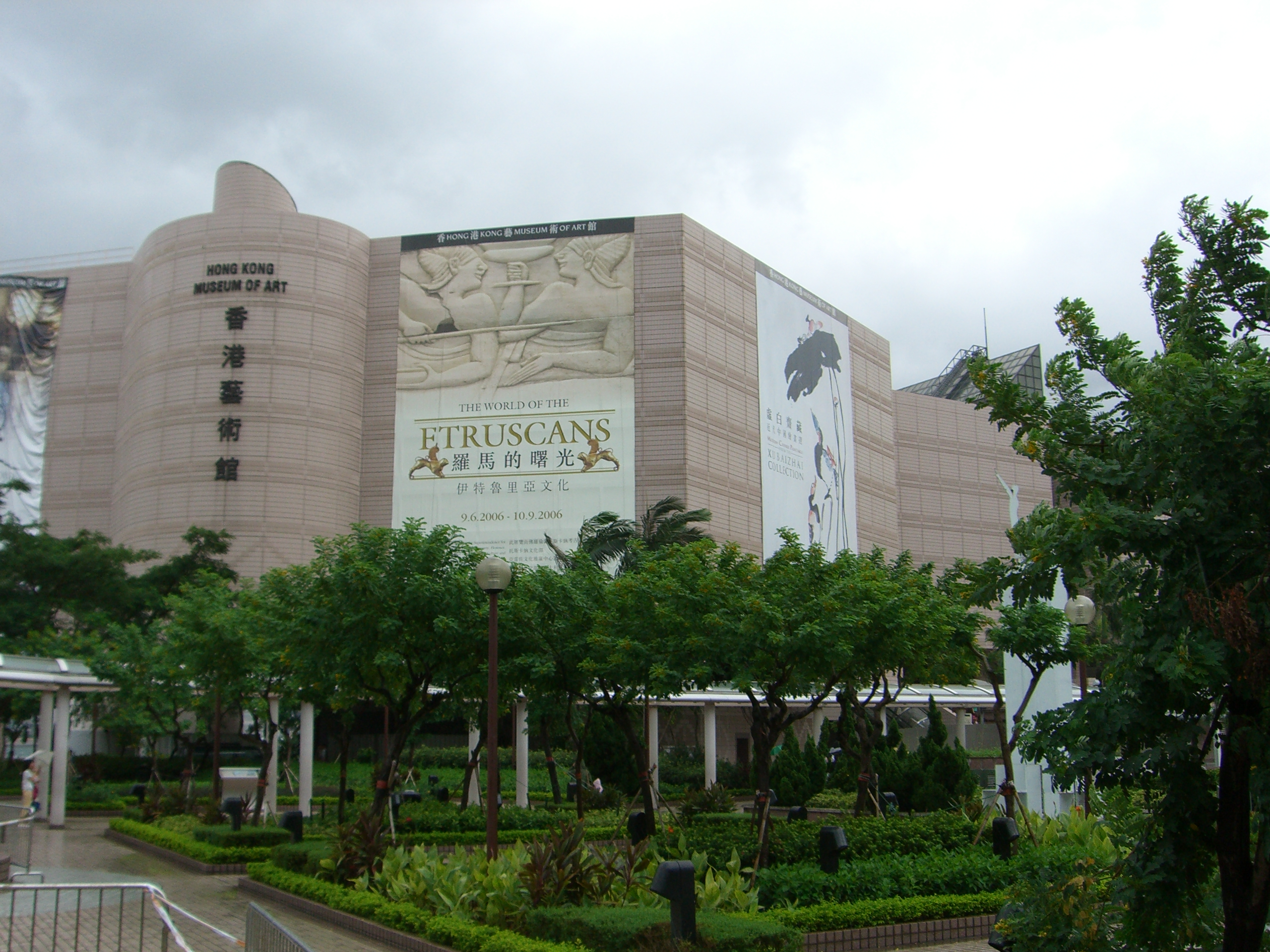

홍콩 예술관(중국어: 香港藝術館, 영어: Hong Kong Museum of Art)은 홍콩에 위치한 미술관이다. 중국 역사 유물, 동서양 미술 작품 등을 전시한다. 이 뮤지엄은 원래는 홍콩 시정국에 의해 1962년 홍콩대회당(홍콩시청) 건물에 설립되었다. 1991년 현재의 자리로 옮겨왔다. 현재 주소는 솔즈브리 로 10번지이다. 홍콩 문화 센터, 홍콩 스페이스 뮤지엄이 근처에 있다. 이 뮤지엄은 현재 홍콩 특별행정구 정부의 강락급문화사무서의 관할 하에 있다.
홍콩 공원에는 부속 미술관(branch museum)이 위치하는데 이름은 플래그스태프 하우스 뮤지엄 오브 티 웨어이다.

## 개장 시간 / 찾아가기
홍콩 예술관은 매일 오전 10시부터 오후 6시까지 개장한다. 토요일에는 오후 8시까지 연장 개장한다.
MTR 짐사저이역 E출구로 나와서 걸어가면 있다. 혹은 MTR 짐사저이역 B2 출구로 나와서 캐머런가(Cameron Road)를 따라서 약 18분 걸으면 나온다. MTR 조던역 D 출구로 나와서 짐사저이쪽으로 오스틴가(Austin Road)를 따라서 약 20분 걸으면 나온다. KCR 훙혼역에서 내려서, 다리 따라 짐자저이 이스트 쪽으로 약 15분 걸으면 있다.

근처에 시계탑(Clock Tower) 및 스타 페리 선착장도 위치한다.
학교 및 단체 관람도 허용되고 있다.

## 전시물
이 미술관은 철마다 전시물을 바꾼다. 회화, 서예, 조각이 주로 전시된다. 전시물들은 홍콩, 중국 및 세계 각지의 것들이다. 이 미술관은 세계 각지의 미술관과 협력 제휴를 하고 있다. 프랑스의 회화 작품이 이 미술관에 전시된 바 있다.
전시 품목은 약 1만 4천 점에 달한다.

## 건물
홍콩 예술관 건물은 홍콩 건축서가 책임을 지고 디자인하였다. 외벽 마감재는 홍콩 문화 센터와 비슷한 재료를 사용하였으며, 외관 디자인도 비슷하게 하였다. 미술관은 또한 심포니 오브 라이트 레이저 및 음악 쇼에 참가하고 있다.
미술관은 동-서 두 개의 동으로 나뉜다. 층수는 4층이며 지하층도 한 개 층이 있다. 총 연면적 1만 7530 제곱미터이다. 미술관에는 7개의 전시실이 있으며, 총 면적은 6019 제곱미터이다. 다음과 같이 배치되어 있다:
- 4층 : 중국서화관
- 3층 : 중국문물관(1), 특별관(2)
- 2층 : 특별관(1), 허백재장중국서화관, 현대 홍콩 미술 전시실.
- 1층 : 중국문물관(2), 조각관.
- 지하 : 강연실.